# Soliers (Calvados)
Soliers és un municipi francès situat al departament de Calvados i a la regió de Normandia. L'any 2007 tenia 2.135 habitants.

## Demografia

### Població
El 2007 la població de fet de Soliers era de 2.135 persones. Hi havia 716 famílies de les quals 78 eren unipersonals (37 homes vivint sols i 41 dones vivint soles), 203 parelles sense fills, 362 parelles amb fills i 73 famílies monoparentals amb fills.
La població ha evolucionat segons el següent gràfic:
Habitants censats

### Habitatges
El 2007 hi havia 742 habitatges, 726 eren l'habitatge principal de la família, 2 eren segones residències i 13 estaven desocupats. 664 eren cases i 75 eren apartaments. Dels 726 habitatges principals, 533 estaven ocupats pels seus propietaris, 190 estaven llogats i ocupats pels llogaters i 3 estaven cedits a títol gratuït; 23 tenien dues cambres, 78 en tenien tres, 222 en tenien quatre i 402 en tenien cinc o més. 582 habitatges disposaven pel capbaix d'una plaça de pàrquing. A 239 habitatges hi havia un automòbil i a 451 n'hi havia dos o més.

### Piràmide de població
La piràmide de població per edats i sexe el 2009 era:
| Homes | Edats   | Dones |
| ----- | ------- | ----- |
| 0     | 95 o +  | 0     |
| 0     | 90 a 94 | 0     |
| 0     | 85 a 89 | 0     |
| 0     | 80 a 84 | 4     |
| 8     | 75 a 79 | 16    |
| 8     | 70 a 74 | 4     |
| 16    | 65 a 69 | 40    |
| 48    | 60 a 64 | 24    |
| 44    | 55 a 59 | 52    |
| 84    | 50 a 54 | 60    |
| 76    | 45 a 49 | 92    |
| 56    | 40 a 44 | 64    |
| 100   | 35 a 39 | 92    |
| 64    | 30 a 34 | 72    |
| 36    | 25 a 29 | 24    |
| 56    | 20 a 24 | 40    |
| 84    | 15 a 19 | 56    |
| 128   | 10 a 14 | 68    |
| 68    | 5 a 9   | 60    |
| 44    | 0 a 4   | 36    |

## Economia
El 2007 la població en edat de treballar era de 1.438 persones, 1.095 eren actives i 343 eren inactives. De les 1.095 persones actives 1.008 estaven ocupades (520 homes i 488 dones) i 88 estaven aturades (40 homes i 48 dones). De les 343 persones inactives 114 estaven jubilades, 139 estaven estudiant i 90 estaven classificades com a «altres inactius».

### Ingressos
El 2009 a Soliers hi havia 726 unitats fiscals que integraven 2.096,5 persones, la mediana anual d'ingressos fiscals per persona era de 19.351 €.

### Activitats econòmiques
Dels 93 establiments que hi havia el 2007, 2 eren d'empreses extractives, 1 d'una empresa alimentària, 1 d'una empresa de fabricació de material elèctric, 8 d'empreses de fabricació d'altres productes industrials, 26 d'empreses de construcció, 15 d'empreses de comerç i reparació d'automòbils, 9 d'empreses de transport, 1 d'una empresa d'hostatgeria i restauració, 2 d'empreses d'informació i comunicació, 4 d'empreses financeres, 4 d'empreses immobiliàries, 8 d'empreses de serveis, 7 d'entitats de l'administració pública i 5 d'empreses classificades com a «altres activitats de serveis».
Dels 40 establiments de servei als particulars que hi havia el 2009, 1 era una oficina de correu, 5 tallers de reparació d'automòbils i de material agrícola, 1 taller d'inspecció tècnica de vehicles, 1 autoescola, 8 paletes, 2 guixaires pintors, 6 fusteries, 4 lampisteries, 4 electricistes, 4 perruqueries, 1 restaurant, 2 agències immobiliàries i 1 saló de bellesa.
Dels 3 establiments comercials que hi havia el 2009, 1 era una botiga de més de 120 m², 1 una botiga de menys de 120 m² i 1 una fleca.
L'any 2000 a Soliers hi havia 4 explotacions agrícoles que ocupaven un total de 456 hectàrees.

## Equipaments sanitaris i escolars
El 2009 hi havia 1 farmàcia i 1 ambulància.
El 2009 hi havia 1 escola maternal i 1 escola elemental.

## Poblacions més properes
El següent diagrama mostra les poblacions més properes.